# 홍인길
홍인길(洪仁吉, 1943년 2월 18일~)은 대한민국의 정치인이다. 제15대 국회의원을 지냈다. 종교는 원래는 무종교였으나, 후에 가톨릭에 귀의해서 가톨릭이며, 세례명은 요셉이다.

## 학력
- 동아대학교 법학과 4년 제적
- 고려대학교 언론대학원 최고 언론 과정 수료
- 고려대학교 노동대학원 최고 지도자 과정 수료
- 모스크바 대학 명예 정치학 박사

## 경력
- 민주산악회 발기인
- 민주화 추진 협의회 운영위원
- 통일민주당 총재 비서실 차장
- 민주자유당 김영삼 대통령후보 총무 보좌역
- 대통령 총무 수석 비서관
- 신한국당 국제자문 위원
- 신한국당 부산 서구 지구당 위원장
- 국회 통신과학기술 위원회 위원
- 한, 우크라이나 친선협회 회장

## 역대 선거 결과
| 실시년도 | 선거   | 대수 | 직책     | 선거구    | 정당     | 득표수   | 득표율          | 순위 | 당락 | 비고 |
| -------- | ------ | ---- | -------- | --------- | -------- | -------- | --------------- | ---- | ---- | ---- |
| 1996년   | 총선   | 15대 | 국회의원 | 부산 서구 | 신한국당 | 43,836표 | \| \| 54.43% \| | 1위  |      | 초선 |
|          | 54.43% |      |          |           |          |          |                 |      |      |      |